# Dirce Marzoli
Dirce Marzoli (* 20. November 1957 in Kiel) ist eine italienische Prähistorikerin. Sie ist Spezialistin für punische und phönizische sowie iberische Archäologie.

## Leben und Wirken
Dirce Marzoli, Tochter von Alicy Kneringer (1934–2003) und des Chirurgen Gian Pietro Marzoli (1928–2017), der seine Facharztausbildung in Kiel absolvierte, wuchs in Meran auf und studierte ab dem Wintersemester 1976 Ur- und Frühgeschichte, Klassische Archäologie sowie Alte Geschichte und Philosophie an der Universität Innsbruck, wo sie 1984 mit einer Arbeit zum Thema Bronzefeldflaschen in Italien bei Karl Kromer promoviert wurde. Von Januar 1986 bis Dezember 1987 war sie Volontärin an der von Michael Maaß geleiteten Antikenabteilung des Badischen Landesmuseums in Karlsruhe. Von Januar 1988 bis Dezember 1992 war sie wissenschaftliche Hilfskraft an der Abteilung Madrid des Deutschen Archäologischen Instituts. Anschließend arbeitete sie mit Stipendien weiter zur Aufarbeitung von archäologischen Funden in Spanien, so erhielt sie als erste das Auslandsstipendium der Gerda Henkel Stiftung (Düsseldorf). Ab 1996 hatte sie ein Habilitations-Stipendium der Deutschen Forschungsgemeinschaft zur Untersuchung der Landschafts- und Besiedlungsgeschichte im Empordà (Nordostspanien) von der Endbronzezeit bis zum Beginn der Romanisierung. Von Juni 1999 bis Juni 2004 war sie Konservatorin der Abteilung Vorrömische Metallzeiten am Württembergischen Landesmuseum in Stuttgart. Die Habilitation erfolgte im Jahr 2000 an der Universität Marburg, wo sie auch den Titel Privatdozentin erhielt. Zum 1. Juli 2004 wurde sie in Nachfolge von Thilo Ulbert Erste Direktorin der Abteilung Madrid des Deutschen Archäologischen Instituts. Sie war die erste Frau in dieser Position und zugleich erste Frau in leitender Position in einer Abteilung oder Kommission des Deutschen Archäologischen Instituts. 2007 wurde ihr an der Universität Marburg der Titel außerplanmäßigen Professorin verliehen. Ende Oktober 2023 trat sie in den Ruhestand, Nachfolger wurde Paul Scheding.
Marzoli ist seit 2004 ordentliches Mitglied des Deutschen Archäologischen Instituts. 2009 wurde sie korrespondierendes Mitglied der Real Academia de la Historia. 2020 wurde sie von der Republik Frankreich (Ministère de l'éducation nationale, de la jounesse et des sports) zu Chevalier dans l'Ordre des Palmes Academíques ernannt.

## Schriften (Auswahl)
- Bronzefeldflaschen in Italien (= Prähistorische Bronzefunde. Abteilung 2: Gefäße Band 4). C. H. Beck, München 1989, ISBN 3-406-33350-8
- Die Besiedlungs- und Landschaftsgeschichte im Empordà von der Endbronzezeit bis zum Beginn der Romanisierung (= Iberia archaeologica Band 5). Zabern, Mainz 2005, ISBN 3-8053-3389-7
- mit Sophie Helas (Hrsg.): Phönizisches und punisches Städtewesen. Akten der internationalen Tagung in Rom vom 21. bis 23. Februar 2007 (= Iberia archaeologica Band 13). Zabern, Mainz 2009, ISBN 978-3-8053-4111-0.
- mit Thomas G. Schattner, Jorge Maier Allende (Hrsg.): Historia del Instituto Arqueológico Alemán de Madrid. Geschichte der Madrider Abteilung des Deutschen Archäologischen Instituts
  - Faszikel 1: Antecedentes y fundación del Departamento de Madrid (= Iberia archaeologica Bd. 14, 1). Zabern, Darmstadt 2013, ISBN 978-3-8053-4287-2.
  - Faszikel 2: Investigación y repercusión en la prehistoria y en la protohistoria de la Península Ibérica (1954–2004) / Forschung und Wirkung auf die Vor- und Frühgeschichte der Iberischen Halbinsel (1954–2004) (= Iberia archaeologica Bd. 14, 2). Reichert, Wiesbaden 2020, ISBN 978-3-8030-0244-0.
  - Faszikel 4: Emil Hübner und die Altertumswissenschaften in Hispanien. Akten des Kolloquiums in Madrid vom 19. bis 20. November 2008 zu Ehren des 175. Geburtstages von Emil Hübner (= Iberia archaeologica Bd. 14, 4). Zabern, Darmstadt 2014, ISBN 978-3-8053-4779-2.
- mit Elisabet García Teyssandier: Die phönizische Nekropole von Ayamonte. Die Ausgrabung im Jahre 2013 und ihre Vor- und Begleituntersuchungen (= Madrider Beiträge Band 37). Harrassowitz, Wiesbaden 2018, ISBN 978-3-447-10993-2